# Avernakø
Avernakø est une île danoise située dans le Cattégat. Elle est située au sud de la Fionie, au sud-est de l'île de Lyø, dans l'archipel du Sud de la Fionie. Administrativement, elle relève de la commune de Faaborg-Midtfyn.
Avernakø est constituée de deux îles, Avernak et Korshavn, reliées depuis 1937 par une jetée. Elle compte une centaine d'habitants. Un service de ferry la relie au port de Fåborg.